# Maceo (kommun)
Maceo är en kommun i Colombia.   Den ligger i departementet Antioquía, i den centrala delen av landet, 220 km norr om huvudstaden Bogotá. Antalet invånare är 7 630.